# 颶風費伊
飓风费伊（英語：Hurricane Fay）是1987年的飓风艾米莉之后首场登陆百慕大的飓风，也是2014年大西洋飓风季第6场获得命名的风暴和第5场飓风。系统源于10月10日小安的列斯群岛数百英里外的广阔扰动天气区，起初属亚热带气旋，拥有广阔的风场和不对称的云系，然后在转向北上的同时逐渐发展出热带天气系统特征，于10月11日清晨转变成热带风暴。虽然存在的大部分时间里都受到破坏性的风切变影响，但费伊还是得以稳步增强。气旋转向东进，于10月12日登陆百慕大期间短暂达到一级飓风标准。接下来风暴因风切变而减弱，于当晚降级成热带风暴，再于10月13日退化成开放式低压槽。
风暴来袭前，百慕大接到多份热带气旋观察预警和警告，所有公立学校全部停课。虽然强度不高，但费伊还是在该岛引起大范围破坏，时速超过160公里的阵风刮倒了许多树木和电线杆，导致多条道路堵塞，岛上大部分人失去供电。风暴还令L·F·韋德國際機場候机大楼的屋顶和自动喷水灭火系统受损，室内洪水泛滥。海岸沿线有大量船只被气旋扯脱锚系并摧毁。飓风过后，百慕大团的200名军人立即出动清理垃圾并协助初步修复工作。正当岛上进行灾后清理时，力道更强的飓风贡萨洛又迫使人们开始投入防灾准备工作中，这场飓风在费伊过去不足6天后吹袭百慕大，令灾情大幅加重，2014年大西洋飓风季也成为有纪录以来第一个有两场飓风登陆百慕大的飓风季。

## 气象历史
飓风费伊源于大西洋中东部一条中到上层低压槽产生的扰动天气。10月7日，扰动天气区周围发展出广阔的降雨和雷暴带，还有可能受南面一股东风波带来的水分强化。系统向西移动，其中的能量于次日凝聚成上层冷心低压，海面还有相关联的低压槽形成。系统发展起初受西南向风切变的制约，但到10月9日时，系统的垂直结构已经变得更加齐整，外界环境也朝有利于热带天气系统发展的方向转变。受此影响，系统得以形成弯曲的带状特征。10月10日清晨，卫星图像表明系统中已经有更为明确的环流中心，系统北侧和西面还存在大片深层对流区。协调世界时10月10日早上6点，系统成为亚热带风暴，但美国国家飓风中心在实际操作中先是将其归类为第七号亚热带低气压，之后再将之升级并以“费伊”（Fay）命名。风暴同上层低气压关联，并且最大风速半径非常大，这都属于亚热带气旋的典型特征，所以不能归类为热带气旋。

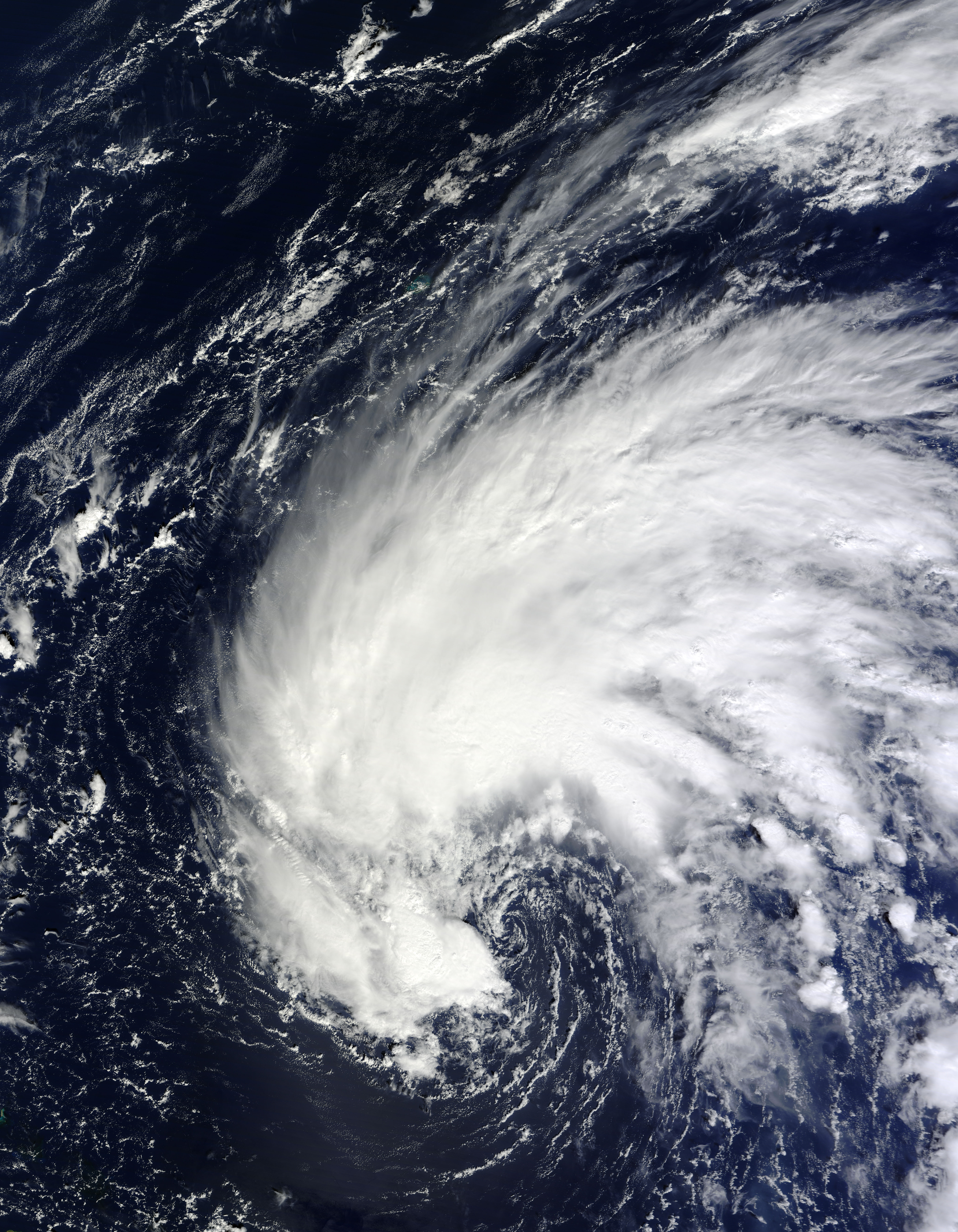
10月10日的亚热带风暴费伊

风暴形成后立即围绕中大西洋上空的高压脊向西北方向移动。随着费伊逐渐同上层低气压分离，其行经海域的风切变再度增多。美国国家飓风中心起初预计气旋不会增强，但费伊的实际组织速度却要快得多。由于飓风猎人侦察机测得相对较高的风速，气象机构为此特意在非常规时段发布特别公告，专门估算气旋的强度发展。风暴开始体现出只有热带天气系统才具备的特征，虽有强烈的南向风切变导致中心附近无法发展出雷暴，但费伊的风速还是在稳步提高。这一增强过程有可能得益于附近另一个不具备热带天气系统特征的低气压产生的上层空气发散效应影响。随着对流变得更加对称，风场相应收缩，费伊于10月11日早上6点转变成热带风暴。与此同时，气旋转向北上，继续沿中大西洋上空的高压脊移动，并且很快就开始向东转向。费伊仍然受到强烈的风切变影响，最深层的对流继续同中心分离。
气象部门起初认为费伊的最高强度也只达到强劲热带风暴标准，但飓风季后的重新分析结果表明，系统实际上曾于10月12日清晨达到一级飓风强度，这一结果还得到浮标、地面观测以及气象雷达数据证实。当天上午8点10分，费伊以风力时速130公里的最高强度登陆百慕大，成为1987年的飓风艾米莉后首场登陆该岛的飓风。风暴这时的结构已有显著改善，卫星图像更加清晰，可以看到中层眼状特征形成，但总体上仍然有欠均衡。气旋接下来加速朝东北偏东方向前进，逼近北面的短波槽，这条短波槽也令费伊所在洋面的风切变进一步增多。最终，持续存在的风切变令下层环流中心同中层低气压分离并变得更长，费伊开始减弱。到10月13日早上，风暴已进入斜压环境并受到温度更低且更干燥的空气侵蚀，开始转变成温带气旋。环流迅速消亡，美国国家飓风中心于10月12日晚21点发布针对气旋的最后一份公告。次日清晨，费伊退化成开放式低压槽，不再属于热带气旋。此后不久，系统残留重新发展成锋面气旋，于10月15日在大西洋东北部上空失去踪影。

## 防灾措施
风暴来袭前，美国国家飓风中心于10月10日向百慕大发布热带风暴观察预警，并于次日升级成热带风暴警告。此外，由于风暴意外增强，当地于10月11日进入飓风观察预警生效状态。岛上所有的公立学校全部因风暴关闭，客车和轮渡服务暂停，还有两艘游轮推迟抵达岛上港口的时间，以求避开气旋。

## 影响

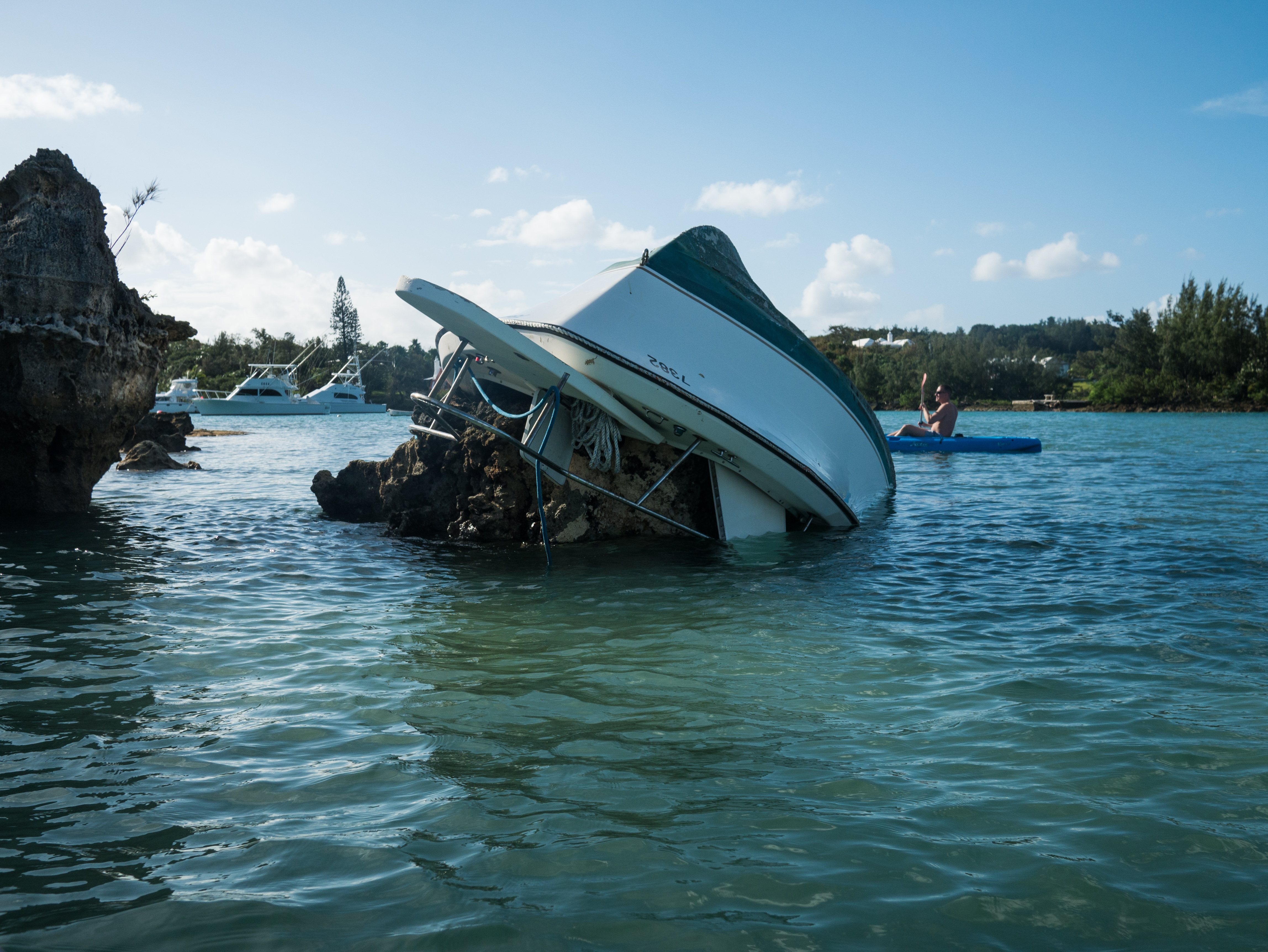
飓风费伊摧毁的多艘游艇之一

费伊在百慕大全岛产生的风力异常之强，特别是该岛西部和南部。百慕大国际机场测得的10分钟持续风速为每小时98公里，阵风时速则达到132公里。多个海拔位置较高的观测站测得时速超过185公里的阵风，海拔约46米的专员角（Commissioner's Point）测得风速高达每小时198公里。最强风速出现在风暴后方对流快速爆发的时候，其大规模雷暴带在气旋登陆后对岛上构成持续数小时的影响。当地的雷达图像表明费伊内部可能还有龙卷风活动，周期与风暴内最具破坏性的风力一致。圣乔治斯测得54厘米的风暴潮，该岛东面和南面海岸还有可能受到更高的风暴潮影响。据公众反映，岛上降雨量达到94毫米，但这一数据没有得到官方证实；百慕大国际机场测得47毫米雨量，但由于观测设备受损，两个数据可能都不够准确。
飓风刮倒数以千计的树木和树枝，许多街道因此无法通行。狂风还推倒了许多电线杆，导致部分建筑物的屋顶受损。百慕大电灯公司的共计3.6万用户中有2.7万在风暴期间失去供电。包括哈密尔顿前街在内的多条道路被淹。许多长度超过18米的大船被狂风扯脱系泊后受损或被毁。哈密尔顿城市公园受到相当大的破坏，接下来还因安全隐患关闭。受费伊和飓风贡萨洛的共同影响，百慕大植物园和树木园一直关闭到这年11月中旬，等待受破坏的植被得到清理 。
百慕大国际机场航站楼的屋顶和自动喷水灭火系统受损，导致建筑物内部分区域洪水泛滥，计算机系统也因此瘫痪，无法完成至关重要的乘客信息处理工作。机场雷达同样受到风暴影响，机场因受风暴破坏而暂停全部航班，但很快就恢复了紧急疏散和非商业航班的运作。机场之后又受到飓风贡萨洛的摧残，共计在修复工作上花费了200万美元，这两场风暴也表明百慕大国际机场需要在更安全的位置建设新航站楼。
气旋对百慕大造成的影响整体而言远大过预期，破坏程度一定程度上受8月近360毫米降雨量和9月高于正常水平的雨量所加剧。许多农民表示他们秋季和冬季的庄稼基本颗粒无收，还损失了少量牲畜。费伊和贡萨洛共同影响，对当地农业和渔业构成重创，2014年百慕大的国内生产总值都出现小幅下跌。费伊登陆仅1周后，当地某保险公司已收到近400起风暴引发的索赔要求，累计金额为380万美元，考虑到岛上有多家保险公司，所以实际损失数额很可能还要高得多。根据世界气象组织的报告，百慕大气象局推算飓风费伊引起的保险索赔数额共有“数千万美元”。共有10人因风暴受轻伤，但没有出现人员丧生。

## 善后
由于飓风贡萨洛从南面逼近，费伊过后的清理工作不得不加紧进行，以防四下散落的垃圾被狂风带到空中，进一步加剧破坏或造成人员伤亡。费伊引起的破坏程度意外之大，促使当地居民进行更为全面的防灾准备，多家商店都有大量顾客涌入购买紧急救援物资。百慕大团出动200名军人，帮助清理垃圾并开始修复受损的建筑物。10月13日，军人在30户屋顶受损的民居铺好篷布，还向其他屋主分发了150张蓬布。
10月16日清晨，百慕大电力照明公司将工作重点从恢复供电转为应对贡萨洛，岛上仍有约1500户居民家中停电。工作人员还请这些居民暂时不要打电话报告停电情况，因为除非可以轻易修复，而且还有可以调用的资源，否则该公司不会在贡萨洛过去前继续修复工作。10月23日时，这1500户的供电仍未恢复，百慕大电力照明公司因此派出多组工作人员优先恢复飓风费伊引起的停电，他们还得到加勒比公用事业电力服务公司在贡萨洛过后派出的架线工协助。两场飓风过后，岛上供电直到11月3日才全面恢复。百慕大电力照明公司一共花费了290万美元修整供电系统，更换了228根电线杆、80个变压器，替换的输电线缆总长超过6500米。